# Айона – Мельбурн
Айона — Мельбурн — газопровід на південному сході Австралії.
У 1999-му почало роботу підземне сховище газу Айона, яке сполучили з Мельбурном через новий трубопровід Айона — Лара, що в кінцевому пункті отримав перемичку з переведеним у бідирекціональний режим газопроводом Мельбурн – Коріо. Втім, діаметр Мельбурн — Коріо був меншим за показник Айона — Лара, так що в підсумку у 2008-му спорудили відтинок від Лара до району Бруклін на заході мельбурнської агломерації.
Трубопровід Айона — Мельбурн має загальну довжину 202 кілометри, виконаний у діаметрі 500 мм та розрахований на робочий тиск у 10 МПа.
Айона — Мельбурн є бідирекціональним та може:
– подавати на захід ресурс, доправлений по газопроводу Лонгфорд – Мельбурн, з передачею до сховища і трубопроводів Айона – Аделаїда та Айона – Портленд;
– транспортувати на схід блакитне паливо, отримане зі сховища, розташованого побіч з ним газопереробного заводу Отвей та по перемичці від установки підготовки Афіна.